# Elements of Destruction
Elements of Destruction — видеоигра в жанре аркада. В России известна как Катастрофа и выпущена компанией Новый Диск.

## Игровой процесс
Главного героя-метеоролога увольняют с работы за то, что он всегда предсказывал плохую погоду по новостям. В результате он клянётся отомстить своему начальнику с помощью своего изобретения, способного изменять погоду (3 уровня мощности): создавать смерч, землетрясение, управлять молниями.
Для прохождения уровня нужно за определённое время уничтожить различные постройки.
Режимы: кампания, выживание, свободная игра.

## Отзывы
| Сводный рейтинг | Сводный рейтинг |
| Агрегатор       | Оценка          |
| --------------- | --------------- |
| GameRankings    | 63,59 %         |

Игра получила оценки: 6.4/10 от GameFAQs (на основе 17 рецензий), 48/100 от AG.ru